# Birmania ai Giochi della XVI Olimpiade
La  Birmania ha partecipato ai Giochi della XVI Olimpiade che si sono svolti a Melbourne dal 22 novembre all'8 dicembre 1956 
con una delegazione di 11 atleti impegnati in 4 discipline,
senza aggiudicarsi medaglie.